# Glansstarar
Glansstarar är samlingsnamn för två släkten inom familjen starar:
- Onychognathus
- Lamprotornis

Tidigare har även arter i släktena Notopholia och Hylopsar kallats glansstarar.